# Guarda (Švýcarsko)
Guarda je bývalá samostatná obec ve švýcarském kantonu Graubünden, okresu Engiadina Bassa/Val Müstair, dnes součást obce Scuol. Nachází se v údolí Engadin, asi 40 kilometrů severovýchodně od Svatého Mořice a 27 kilometrů východně od Davosu v nadmořské výšce 1 653 metrů. Má zhruba 160 obyvatel.

## Historie

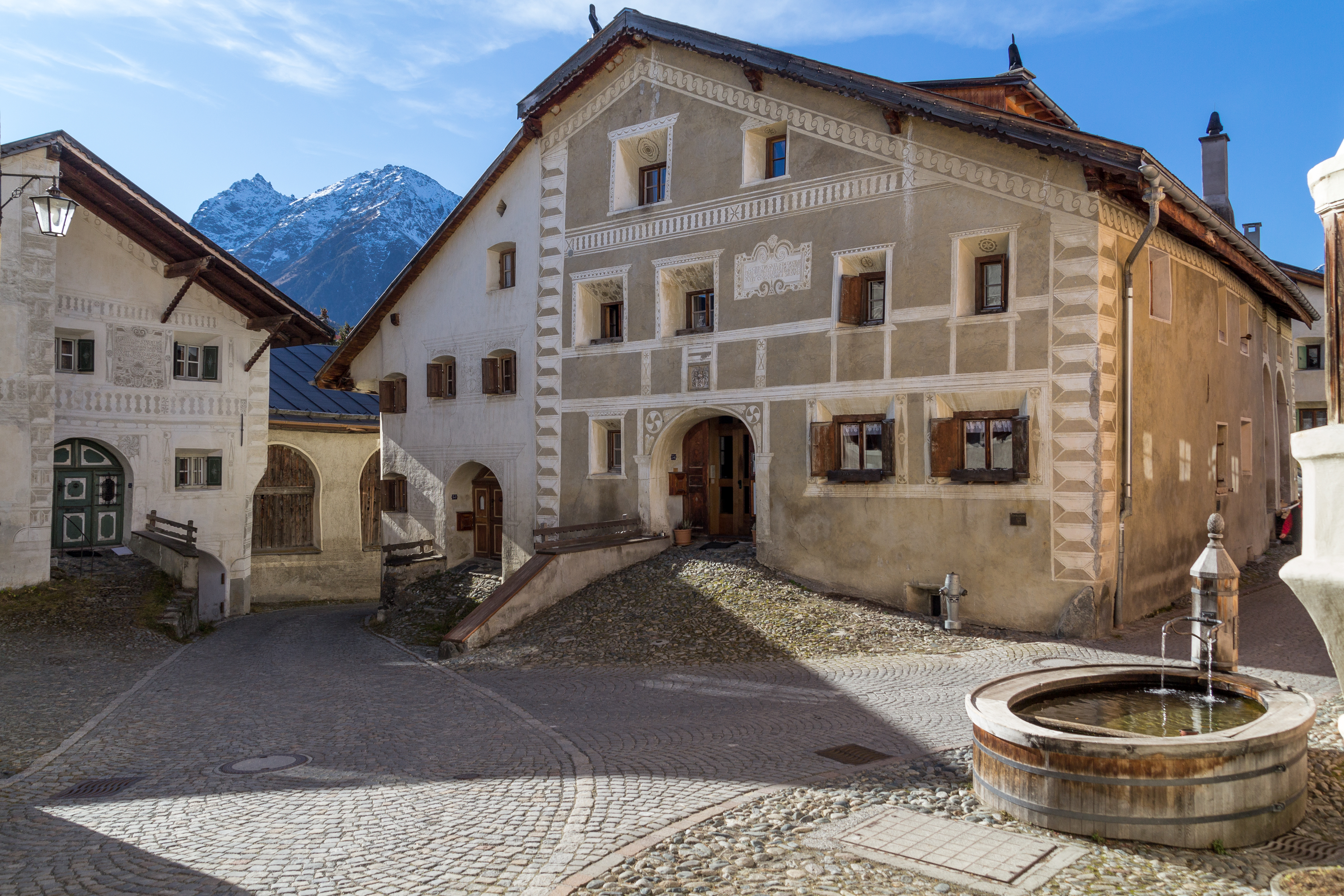
Původní náves v obci

Kamenná zeď Patnal, nacházející se v obci, pochází pravděpodobně z doby železné. Guarda je poprvé zmíněna v listině z roku 1160 jako Warda v darovací listině šlechticů z Taraspu biskupovi z Churu. Toto slovo znamená stráž, čekárnu nebo místo, odkud se hlídá. Ve vrcholném středověku to byla zemědělská osada na staré engadinské cestě, která spojovala jezero Como s Innsbruckem. K církevnímu oddělení od sousední obce Ardez došlo v roce 1494, kdy byl pravděpodobně postaven i gotický kostel. Vesnice byla zničena během švábské války v roce 1499, plenění přežil pouze kostel a několik domů. Opuštěná vesnice Auasagna je v 16. století zmiňována jako léčivý pramen. Spolu se sousední vesnicí Lavin konvertovala Guarda v roce 1529 k reformované víře, a to především zásluhou reformátora Philippa Galliciuse. Roku 1622 byla Guarda zničena rakouskými dobyvateli pod vedením plukovníka Aloise Baldirona, ale následně byla obnovena a v roce 1652 byla od Habsburků odkoupena zpět.
Až do roku 1851 patřila Guarda se svými čtyřmi částmi Giarsun, Guarda Pitschen, Chaminadas a Auasagna ke dvorské obci Obtasna. Výstavba údolní silnice v letech 1862–1865 způsobila, že příjmy z obchodu s mulami vyschly a hospodářský pokrok vesnici z velké části obešel. V roce 1913 získala Guarda stanici na nově postavené trati Rhétské dráhy (trať Bever – Scuol-Tarasp), v osadě Giarsun. Turistický ruch se následně rozšířil. V letech 1939 až 1945 bylo v rámci Bündner Heimatschutz (kantonální program vnitřní obnovy) obnoveno asi 30 starých domů. Koncept a rozpočet rekonstrukce vypracoval v letech 1937–1938 místní architekt Iachen Ulrich Könz. Jako jedna z nejzachovalejších engadinských vesnic získala Guarda v roce 1975 Wakkerovu cenu a v roce 1985 byla zařazena mezi obce národního významu.
Od poloviny 20. století se v zemědělství upustilo od orné půdy a přešlo se na chov hospodářských zvířat s produkcí mléka a masa. Za tímto účelem byly na okraji obce postaveny nové stáje. Od roku 1987 se pěstují také horské byliny. Základní škola v obci byla pro nedostatek dětí uzavřena v roce 2005. Pošta je otevřena denně společně s turistickou kanceláří, stejně jako vesnický obchod VOLG.
Až do roku 2014 byla Guarda samostatnou politickou obcí. Na základě výsledků referenda se však k 1. lednu 2015 spolu s dalšími okolními obcemi (např. Ardez, Ftan) sloučila pod obec Scuol.

## Geografie
Guarda se skládá z přibližně sedmdesáti domů a nachází se na slunné skalnaté terase na severní straně údolí Innu v nadmořské výšce okolo 1 650 m. Díky své poloze a neporušenému vzhledu obce je dobrým výchozím bodem pro výlety do okolí a oblíbeným cílem turistů.

## Obyvatelstvo
| Rok            | 1850 | 1900 | 1950 | 1980 | 1990 | 2000 | 2013 |
| Počet obyvatel | 280  | 245  | 193  | 134  | 165  | 144  | 161  |

### Jazyky
Většina obyvatel stále používá jako každodenní jazyk dolnoengadinský dialekt rétorománštiny, Vallader. Až do roku 1980 bylo obyvatelstvo téměř výhradně mluvící rétorománsky (96 % v roce 1880, 99 % v roce 1900, 91 % v roce 1941 a 90 % v roce 1980). Kvůli jazykovým změnám místních obyvatel a nárůstu německy mluvících přistěhovalců ztratila rétorománština zejména v posledních dvaceti letech navzdory podpoře obce a školy svůj podíl ve prospěch němčiny. V roce 1990 uvedlo znalost rétorománštiny 91 % a v roce 2000 79 % obyvatel. Následující tabulka ukazuje vývoj v posledních desetiletích:
| Jazyky v Guardě |                   |                   |                   |                   |                   |                   |
| Jazyk           | Sčítání lidu 1980 | Sčítání lidu 1980 | Sčítání lidu 1990 | Sčítání lidu 1990 | Sčítání lidu 2000 | Sčítání lidu 2000 |
| Jazyk           | Počet             | Podíl             | Počet             | Podíl             | Počet             | Podíl             |
| Němčina         | 9                 | 6,72 %            | 42                | 25,45 %           | 44                | 30,56 %           |
| Rétorománština  | 121               | 90,30 %           | 119               | 72,12 %           | 90                | 62,50 %           |
| Počet obyvatel  | 134               | 100 %             | 165               | 100 %             | 144               | 100 %             |

## Doprava

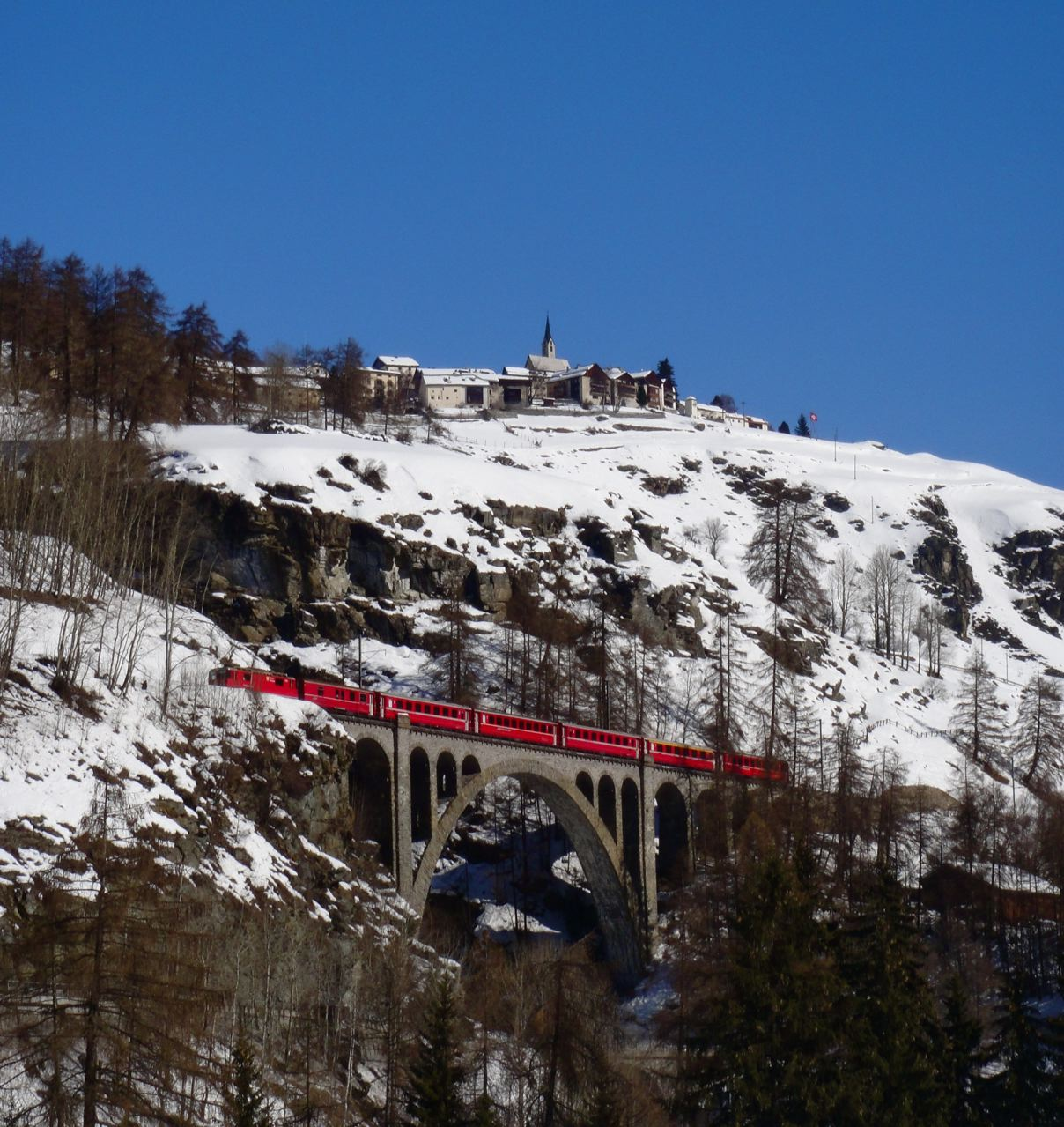
Vlak Rhétské dráhy na viaduktu Tuoi s obcí Guarda v pozadí

Na území obce se nachází stejnojmenná železniční zastávka na trati Bever – Scuol-Tarasp Rhétské dráhy, a to v osadě Giarsun. Zastávka však leží v nadmořské výšce 1 431 m, tedy více než 200 výškových metrů pod centrem obce, odkud je obtížně dostupná. Veřejnou dopravu tak zajišťují primárně žluté autobusy Postauto, jezdící přímo do centra obce.
Kantonální hlavní silnice č. 27 (Svatý Mořic – Scuol – Rakousko) vede také přes osadu Giarsun. Z ní odbočuje vedlejší cesta do hlavní části obce.